# Kidričevo
Kidričevo est une commune du nord-est de la Slovénie située non loin de la localité de Ptuj.

## Géographie
La commune est située dans la région de Basse Styrie. La région est connue en Slovénie grâce à son usine de traitement d’aluminium dénommée Talum.

### Villages
Les villages qui composent la commune sont Apače, Cirkovce, Dragonja vas, Kidričevo, Kungota pri Ptuju, Lovrenc na Dravskem polju, Mihovce, Njiverce, Pleterje, Pongrce, Spodnje Jablane, Spodnji Gaj pri Pragerskem, Starošince, Stražgonjca, Strnišče, Šikole, Zgornje Jablane et Župečja vas.

## Histoire
Durant la Première Guerre mondiale, le territoire accueillit un terrain d’aviation de l’armée d’Autriche-Hongrie utilisé contre l’armée italienne dans le cadre des batailles de l'Isonzo.
Avant la Seconde Guerre mondiale, le village était appelé Strnišče (Sterntal en allemand) mais il fut renommé ensuite en l’honneur de Boris Kidrič, le premier président de la République socialiste de Slovénie.

## Démographie
Entre 1999 et 2021, la population de la commune de Kidričevo est restée relativement stable avec près de 7 000 habitants,.
Évolution démographique
| 1999  | 2000  | 2001  | 2002  | 2003  | 2004  | 2005  | 2006  | 2007  |
| ----- | ----- | ----- | ----- | ----- | ----- | ----- | ----- | ----- |
| 6 777 | 6 784 | 6 832 | 6 778 | 6 728 | 6 741 | 6 706 | 6 740 | 6 731 |
| 2008  | 2009  | 2010  | 2011  | 2012  | 2013  | 2014  | 2015  | 2016  |
| 6 721 | 6 619 | 6 688 | 6 645 | 6 652 | 6 627 | 6 595 | 6 515 | 6 449 |
| 2017  | 2018  | 2019  | 2020  | 2021  |       |       |       |       |
| 6 417 | 6 450 | 6 495 | 6 541 | 6 539 |       |       |       |       |